# TETRA

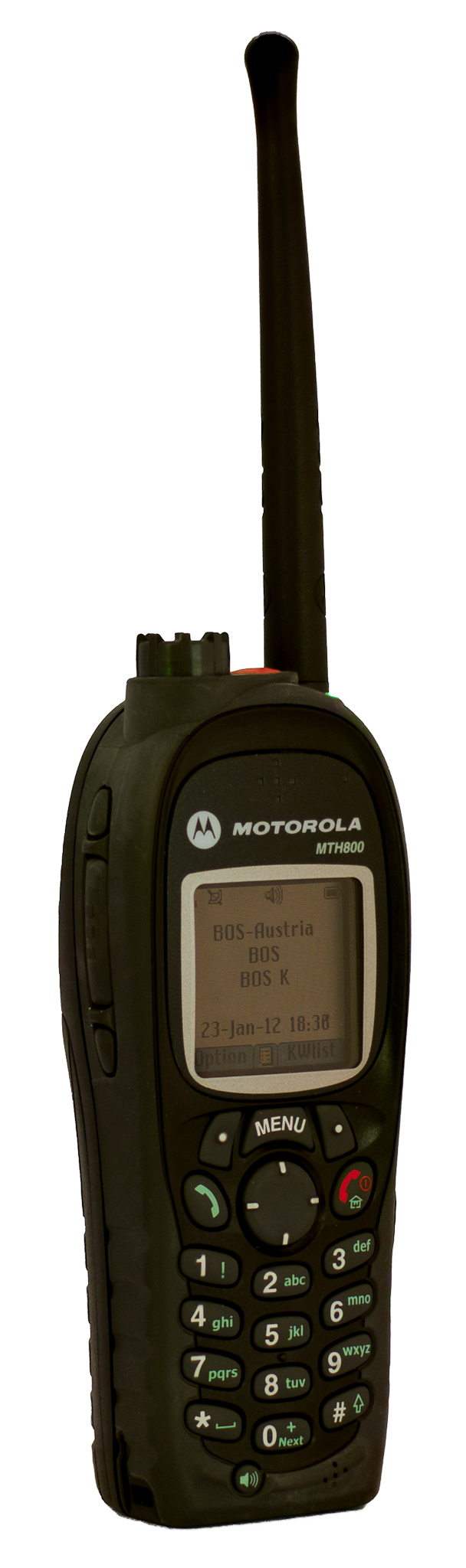
Modello radio TETRA MTH800 della Motorola

TETRA (TErrestrial Trunked RAdio, originariamente trans european trunked radio) è uno standard di comunicazione a onde radio per uso professionale, con sistemi veicolari e portatili, usato principalmente dalle forze di pubblica sicurezza e militari e dai servizi di emergenza oltre che dai servizi privati civili.
TETRA è uno standard ETSI, la cui prima versione fu pubblicata nel 1995, raccomandato dallo European Radio Communications Committee (ERC).
I costi alti fanno sì che il TETRA sia un modo digitale assai poco diffuso in ambito radioamatoriale, rispetto ad altri modi digitali come DMR e D-STAR.

## Descrizione
Il TETRA è un insieme di standard per sistemi di telecomunicazione privati (Professional Mobile Radio, PMR), indirizzato ad una utenza professionale (forze di pubblica sicurezza, vigili del fuoco, protezione civile), ma anche fornitori di servizi (trasporti, energia) interessati ad avere una propria rete radiomobile.
Le reti TETRA forniscono in primo luogo i servizi tipici delle reti private: chiamate voce di gruppo multicast half-duplex con Push-to-talk (PTT), gestione dinamica dei gruppi di appartenenza, accodamento e pre-emption delle chiamate in base alla priorità, chiamate autorizzate da dispatcher, ascolto ambientale, messaggi di stato, localizzazione via GPS. Sono anche disponibili servizi tipici delle reti cellulari: chiamate individuali full-duplex, identificazione del chiamante, brevi messaggi di testo (SDS), reindirizzamento su utente occupato o irraggiungibile.
I terminali TETRA possono anche fungere da telefoni cellulari se raggiungono una rete esterna PSTN, ISDN o PABX mediante gateway.
Oltre alle comunicazioni voce, sono possibili comunicazioni dati a commutazione di circuito o a commutazione di pacchetto, ma comunque a bassa velocità di trasmissione (mai superiore a 28.8 kbits/s lordi, pur usando una intera portante).
La riservatezza o confidenzialità delle comunicazioni è ottenuta mediante cifratura delle trasmissioni in aria usando un'unica chiave comune a tutti gli utenti, oppure chiavi individuali e di gruppo rigenerate su base sessione. È anche supportata una cifratura utente end-to-end.
È stata distribuita dall'ETSI una versione aggiornata dello standard TMO, denominata TETRA 2, che aggiunge il supporto per radio aviotrasportate e soprattutto specifica una interfaccia radio a tecnologia OFDM, modulazione QAM adattativa e larghezze di banda fino a 150 kHz, che consentono di raggiungere velocità di trasmissione dati fino a 538 kbits/s.

### Modalità operative
Fra i protocolli definiti dal TETRA che ne definiscono le modalità operative abbiamo:
modalità infrastrutturale o trunked (Trunked Mode Operation, TMO)
in cui i terminali comunicano solo per il tramite di una infrastruttura (Switching and Management Infrastructure, SwMI) costituita da rete di una o più Base Stations (BS), che arbitra ed alloca le risorse radio;
modalità diretta (Direct Mode Operation, DMO)
in cui i terminali possono instaurare comunicazioni direttamente fra loro, in modo simile ad un walkie-talkie; in questa modalità sono possibili solo servizi limitati;
modalità repeater
in cui una radio può fungere da ripetitore di segnale fra radio in modalità DMO, per estensione della copertura;
modalità gateway
in cui un terminale con particolari capacità radio e di elaborazione dati si pone da intermediario fra un gruppo di radio operanti in DMO ed una infrastruttura TMO. Una situazione classica di questo tipo si ha quando un apparato mobile installato in un veicolo svolge il ruolo di gateway fra l'infrastruttura di rete e le radio portatili degli occupanti del veicolo, quando questi ultimi si allontanano.

### Radiofrequenze
In Europa, il sistema TETRA usa le seguenti frequenze:
| Paese    | Allocazione                       | Coppie di frequenze (MHz)            |
| -------- | --------------------------------- | ------------------------------------ |
| Francia  | civilian/private                  | 410-430                              |
| Francia  | Emergency services                | 380–400                              |
| Germania | Emergency services                | 380–385, 390–395                     |
| Irlanda  | civilian/private                  | 385-389.9, 395-399.9                 |
| Irlanda  | Emergency services                | 380-385, 390-395                     |
| Italia   | Emergency services / armed forces | 380-390                              |
| Italia   | civilian/private                  | 462-468                              |
| Norvegia | Emergency services                | 380–385, 390–395, 406.1–426, 870–876 |
| UK       | Airwave                           | 390.0125-394.9875, 380.0125-384.9875 |
| UK       | AirRadio                          | 454, 464 or 460                      |

In Gran Bretagna il sistema TETRA opera sotto il nome di Airwave, in Belgio è A.S.T.R.I.D., nei Paesi Bassi C2000, in Svezia RAKEL, in Finlandia VIRVE. Gli ultimi due sono gli unici servizi TETRA che coprono una nazione intera.

### Aspetti radio
TETRA usa una modulazione digitale di fase del tipo DQPSK e accesso multiplo a divisione di tempo (TDMA); con questo tipo di modulazione la potenza in downlink è costante. La frequenza di simbolo è 18000 simboli per secondo ed ogni simbolo è mappato su 2 bit. In modalità trunked (TMO) un singolo slot consiste di 255 simboli, un frame contiene 4 slot consecutivi, e un multiframe (la cui durata è circa 1 secondo) consiste di 18 frame.
Ciascuno slot di un frame può essere utilizzato per una diversa chiamata voce o dati, e quindi la stessa portante ("carrier" in inglese) può sostenere fino a quattro chiamate. Almeno uno slot di una carrier per cella è usato come canale di controllo comune ed utilizzato da tutti i terminali non coinvolti in chiamata; su questo canale, detto Main Control Channel (MCCH) avvengono le procedure di registrazione dei terminali e l'instaurazione dei servizi.
Nel caso di chiamate voce, i primi 17 frames di un multiframe trasportano effettivamente campioni audio codificati, mentre il diciottesimo è usato per segnalazione di controllo e sincronizzazione. Nel caso di canali usati per trasporto dati a pacchetto o a circuito, è possibile aggregare più slot nello stesso canale logico per aumentare il throughput.
In downlink oltre al normale traffico fonia o dati vengono trasmesse informazioni di servizio e di sincronizzazione e broadcast. In uplink sono alternati slot di Random Access, sui quali i terminali si contendono l'accesso secondo un meccanismo Framed Slotted ALOHA, e slot riservati, in cui un solo terminale ha il diritto di trasmettere. È compito del sottolivello MAC della base station arbitrare l'assegnazione degli slot ai terminali in base alle loro richieste ed alle previsioni di uso futuro rispetto ai servizi allocati.

## Vantaggi
I principali vantaggi di TETRA sulle altre tecnologie cellulari (come il GSM) sono:
- livelli molto alti di copertura con un piccolo numero di trasmettitori, e conseguente riduzione dei costi di infrastruttura, grazie all'uso di una frequenza più bassa;
- veloci tempi di set-up della connessione: una chiamata uno-a-molti è generalmente creata in 0,5 secondi (tipicamente meno di 250 ms per un singolo nodo) contro i molti secondi necessari per il GSM;
- diversi modi di emergenza rispetto ad altre tecnologie cellulari, con la capacità per una base station di processare le chiamate locali in assenza del resto della rete e per il Direct Mode, dove i terminali possono continuare a dividersi il canale direttamente se l'infrastruttura ha un guasto o è irraggiungibile;
- modalità gateway, in cui un singolo terminale con connessione alla rete può fungere da relay per gli altri terminali vicini che non riescano a mettersi in contatto con l'infrastruttura;
- funzionalità punto-punto, che altri servizi radio per emergenze non offrono, che consente all'utente un link tra terminali senza bisogno del coinvolgimento diretto di un operatore supervisore o di un dispatcher;
- connessioni uno-a-uno ma anche uno-a-molti e molti-a-molti, a differenza di altre tecnologie cellulari che permettono solo connessioni uno-a-uno; queste modalità operative multiple sono importanti per usi di pubblica sicurezza e professionali.

## Svantaggi
I principali svantaggi di TETRA sulle altre tecnologie cellulari sono:
- può supportare una densità piuttosto bassa di utenti per area, rispetto al GSM e altre tecnologie (sebbene ciò non sia in genere una reale limitazione per le applicazioni professionali cui è rivolto);
- i terminali sono più costosi (circa 750 Euro nel 2003, e 600 nel 2006), per l'assenza di una reale economia di scala (dato il ridotto numero di utenti) e per il miglior livello qualitativo richiesto per sistemi ad alta affidabilità;
- il trasferimento dati avviene a soli 7,2 kbit/s per timeslot (3,5 kbit/s throughput netto di pacchetti dati), sebbene fino a 4 timeslot possano essere combinati in un singolo canale dati per raggiungere velocità più alte, poiché bisogna rispettare il vincolo imposto dallo spettro con spaziatura a 25 kHz;

## Galleria d'immagini

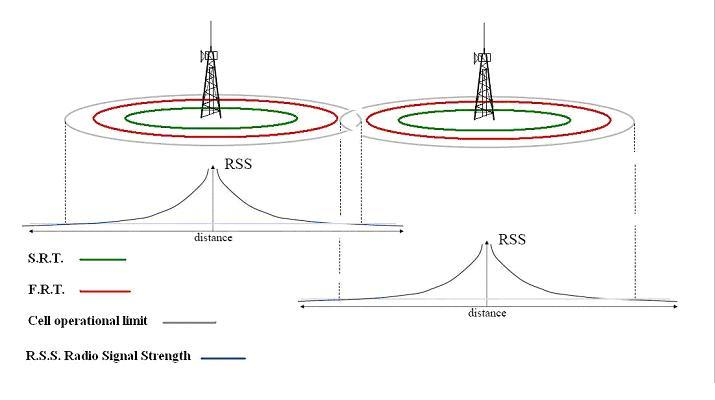
RSS SRT FRT delle cellule vicine
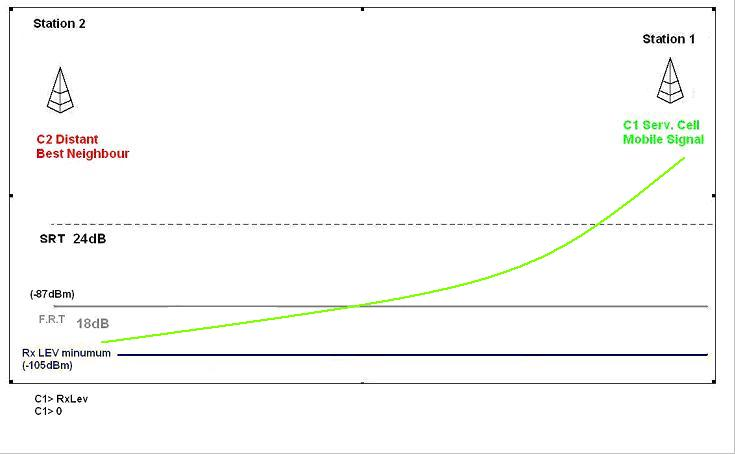
Selezione iniziale della cella
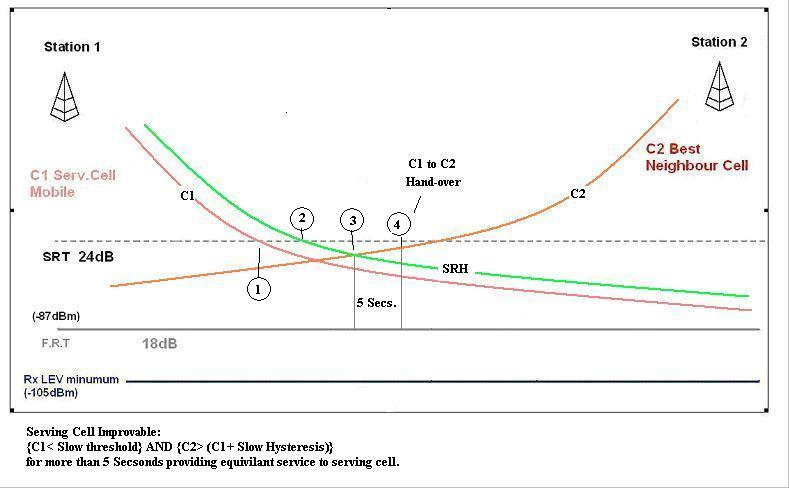
Cellula aggiornabile
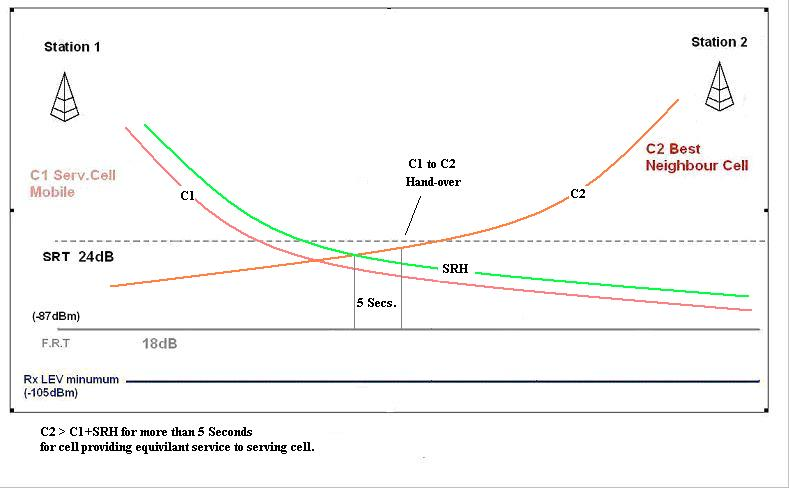
Cellula utilizzabile (Usable)
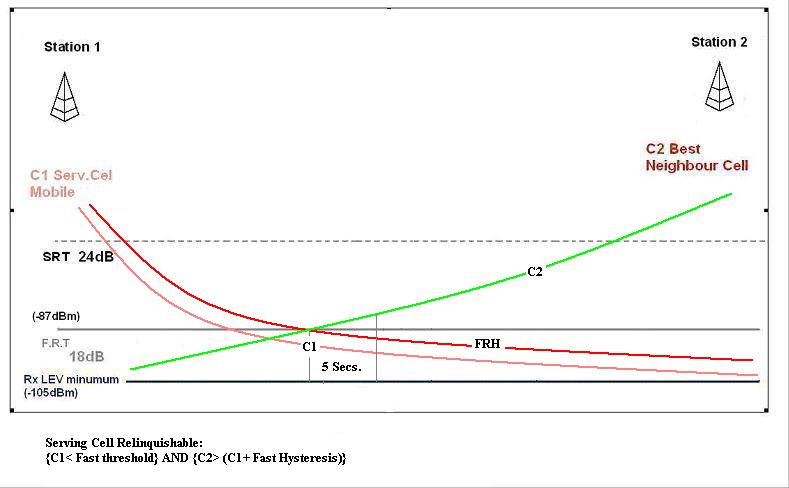
Cellula abbandonabile
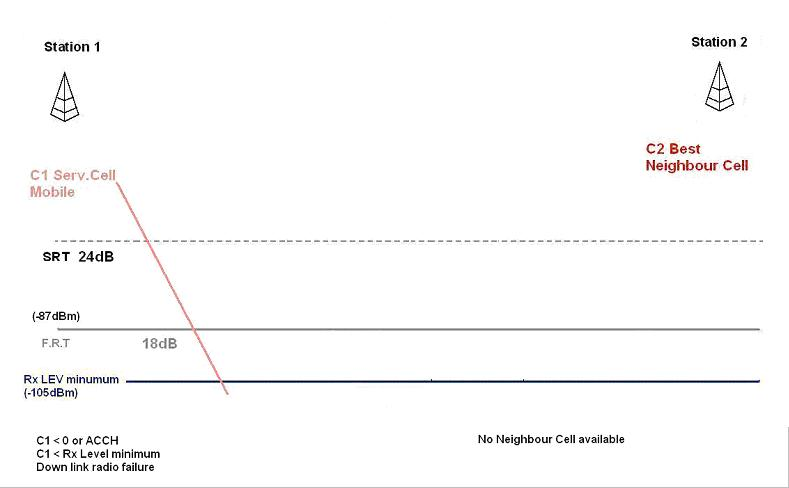
Fallimento della connessione